# Marcello Marchesi
Marcello Marchesi, né le 4 avril 1912 à Milan et mort le 19 juillet 1978 à Cabras, est un scénariste et réalisateur italien.

## Biographie
Marcello Marchesi a écrit ou participé à l'écriture de 64 scénarios de films entre 1939 et 1977. Il a également réalisé 7 films entre 1951 et 1952.
Il était aussi journaliste, écrivain, auteur de chansons et chanteur, auteur de programmes de télévision et radiophoniques, publicitaire et découvreur de talents : il révéla un grand nombre d'artistes dont Sandra Mondaini, Gino Bramieri, Walter Chiari, Gianni Morandi et Paolo Villaggio.
Marcello Marchesi est mort lors d'un accident de natation sur la côte de Sardaigne.

## Filmographie

### Réalisateur
- 1951 : Milano miliardaria, avec Vittorio Metz
- 1951 : Quelles drôles de nuits, avec Vittorio Metz
- 1951 : Sette ore di guai, avec Vittorio Metz
- 1951 : Il mago per forza, avec Marino Girolami et Vittorio Metz
- 1951 : Tizio Caio Sempronio (it), avec Vittorio Metz et Alberto Pozzetti
- 1952 : Sais-tu que les coquelicots... (Lo sai che i papaveri), avec Vittorio Metz
- 1952 : Noi due soli (it), avec Vittorio Metz et Marino Girolami

### Scénariste
- 1939 : La Folle Aventure de Macario (Imputato alzatevi!) de Mario Mattoli
- 1940 : Faut pas m'le dire (Non me lo dire!) de Mario Mattoli
- 1941 : Leçon de chimie à neuf heures de Mario Mattoli
- 1942 : Chaînes invisibles (Catene invisibili) de Mario Mattoli
- 1942 : La donna è mobile  de Mario Mattoli
- 1942 : Lèvres closes (Labbra serrate) de Mario Mattoli
- 1942 : Ce soir, rien de nouveau de Mario Mattoli
- 1944 : Circo equestre Za-bum de Mario Mattoli
- 1945 : Toute la ville chante (Tutta la città canta) de Riccardo Freda
- 1948 : Totò au Tour d'Italie (Totò al giro d'Italia) de Mario Mattoli
- 1948 : Harem nazi (Accidenti alla guerra!...) de Giorgio Simonelli
- 1948 : Arènes en folie (Fifa e arena) de Mario Mattoli
- 1949 : Signorinella de Mario Mattoli
- 1949 : Les Pompiers chez les pin-up  de Mario Mattoli
- 1949 : Adam, ennemi des femmes (Adamo ed Eva) de Mario Mattoli
- 1950 : Totò Tarzan  de Mario Mattoli
- 1950 : Les Cadets de Gascogne de Mario Mattoli
- 1950 : Deux Légionnaires au harem (Totò sceicco) de Mario Mattoli
- 1951 : Totò terzo uomo de Mario Mattoli
- 1951 : Les nôtres arrivent (Arrivano i nostri) de Mario Mattoli
- 1951 : Le Mousquetaire fantôme (La paura fa 90), de Giorgio Simonelli
- 1954 : Ridere! Ridere! Ridere! d'Edoardo Anton
- 1956 : Totò quitte ou double (Totò lascia o raddoppia?) de Camillo Mastrocinque
- 1957 : Ces sacrés étudiants (Noi siamo le colonne) de Luigi Filippo D'Amico
- 1961 : Deux Corniauds contre Hercule (Maciste contro Ercole nella valle dei guai) de Mario Mattoli